# Cymothoe angulifascia
Cymothoe angulifascia är en fjärilsart som beskrevs av Aurivillius 1898. Cymothoe angulifascia ingår i släktet Cymothoe och familjen praktfjärilar. Inga underarter finns listade i Catalogue of Life.